# Still da Baddest
Still da Baddest è il quarto album in studio della rapper statunitense Trina, pubblicato nel 2008.

## Tracce
1. Intro – 1:00
2. Still Da Baddest – 2:52
3. Killing You Hoes – 3:33
4. Single Again – 3:23
5. Look Back at Me (featuring Killer Mike) – 4:13
6. I Got a Thang for You (featuring Keyshia Cole) – 3:34
7. I Got a Bottle (featuring Missy Elliott) – 3:32
8. Wish I Never Met You (featuring Shonie) – 4:06
9. Clear It Out – 3:26
10. Stop Traffic (featuring Pitbull) – 3:27
11. Phone Sexx (featuring Qwote) – 4:07
12. Hot Commodity (featuring Rick Ross) – 3:54

Tracce bonus (Ed. USA)
1. Crash My Party – 3:31
2. I Got A Problem (featuring Chris J. & Plies) – 5:40
3. Lame! – 4:54

Tracce bonus (iTunes)
1. You Ain't Nothing – 3:12